# خوذة بايونير
خوذة بايونير (المعروفة أيضًا باسم خوذة ولاستون أو خوذة نورثهامبتونشاير ) هي خوذة أنجلو سكسونية متوجة من أواخر القرن السابع تم العثور عليها في ولاستون ، نورثهامبتونشاير ، المملكة المتحدة. تم اكتشافه خلال أعمال التنقيب في مارس 1997 قبل أن يتم استخراج الحصى من الأرض وكان جزءًا من قبر شاب. تشير الأشياء الأخرى الموجودة في القبر ، مثل وعاء معلق وسيف ملحوم نمط ، إلى أنه كان كومة دفن لمحارب رفيع المستوى.
إن الطبيعة المتناثرة للخوذة ، وهي قطعة قتالية حديدية نفعية ، تكذب ندرتها. إنها واحدة من ست خوذات أنجلو سكسونية فقط تم اكتشافها حتى الآن ، انضم إليها اكتشافات من بينتي جرانج ، ساتون هوو ، يورك ، شورويل وستافوردشاير ؛ شكلها الأساسي مطابق تقريبًا لخوذة كوبرجيت الأكثر ثراءً الموجودة في يورك. مثل هذه ، خوذة Pioneer هي مثال على «الخوذ المتوج» التي ازدهرت في إنجلترا والدول الاسكندنافية من القرن السادس حتى القرن الحادي عشر.

## وصف

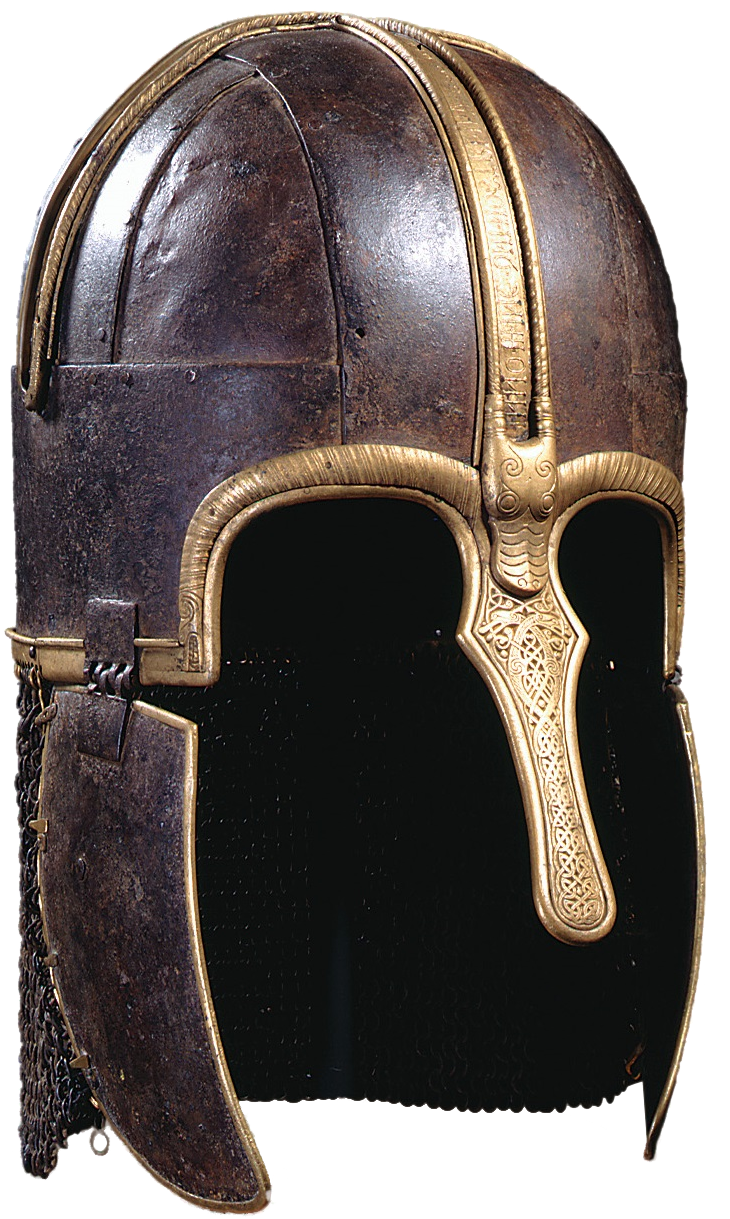
يشبه البناء الأساسي لخوذة كوبرجيت الأكثر ثراءً هيكل خوذة بايونير.

الخوذة لها نفس الشكل الأساسي لخوذة كوبرجيت الأنجلو ساكسونية ، لكنها قطعة نفيسة ذات زخارف قليلة ،   وهي أكبر ، ربما للسماح بحشو إضافي.  كان يتألف في الأصل من غطاء جمجمة حديدي يتدلى منه واقي الخد.  شكل الحماية للرقبة الذي توفره الخوذة ، إن وجد ، غير مؤكد بسبب حرث تلف الخوذة. 

## اكتشاف
تم اكتشاف الخوذة في عيد الفصح في مارس 1997 في ولاستون ، بالقرب من ويلينجبورو ، نورثهامبتونشاير.   جرت أعمال التنقيب في المنطقة لسنوات نيابة عن شركات تجميع مختلفة قبل أن يتم استغلال الأرض للحصى ، واكتشفت شبكة واسعة من العصر الحديدي والمزارع الرومانية.   ومع ذلك ، فإن الدليل على سكن الرومان كان مقتصرًا على جزأين من مديمنة بروش ، ومجموعتين منفصلتين من الفخار ، عند اكتشاف عاءًا معلقًا من سبيكة نحاسية وحامل مزخرف بميلفيوري في ما تبين أنه قبر.   تم اكتشاف الوعاء المعلق بواسطة ستيف كريتشلي ، الذي يعمل جنبًا إلى جنب مع عالم الآثار إيان ميدوز .   تعرف ميدوز على الإناء على الفور وبدأت في التنقيب.  

## فهرس
- "Anglo-Saxon Helmet Restored". Pioneer News. ع. 29. ديسمبر 1997. ص. 1.
- Bateman، Thomas (1861). Ten Years' Digging in Celtic and Saxon Grave Hills, in the Counties of Derby, Stafford, and York, from 1848 to 1858; with Notices of some Former Discoveries, Hitherto Unpublished, and Remarks on the Crania and Pottery from the Mounds. London: John Russell Smith. ص. 28–33. مؤرشف من الأصل في 2020-11-23.
- بيوولف. n.d.

- تستخدم الاقتباسات الإنجليزية القديمة أعلاه نص Klaeber ، المنشور باسم Klaeber، Friedrich (1922). Beowulf and The Fight at Finnsburg. Boston: D.C. Heath & Company. مؤرشف من الأصل في 2020-11-22.وصلة=|منشور مفتوح الوصول - مجاني للقراءة